# 达格玛·克斯林
达格玛·克斯林（德語：Dagmar Käsling，1947年2月15日—），德国女子田径运动员，主攻短跑。她曾代表东德参加1972年夏季奥林匹克运动会田径比赛，获得女子4×400米接力金牌。